# Nordsjöstubb
Nordsjöstubb (Pomatoschistus lozanoi) är en fisk i familjen smörbultar. 

## Utseende
Nordsjöstubben är till förväxling lik sandstubben med en sandfärgad kropp med mörkbruna teckningar och skiljs endast genom detaljer rörande kindernas hudflikar. Dessutom har hos nordsjöstubben endast hanen en mörk fläck och mörka tvärband på den främre ryggfenan. Största längd är 8 cm.

## Vanor
Arten finns nära botten i framför allt grundare vatten, men kan gå ner till omkring 80 meters djup. Den kan sällsynt gå upp i flodmynningarnas brackvatten. Födan består av små kräftdjur (som pungräkor, märlkräftor och hoppkräftor) samt maskar (nematoder). Livslängden är 2 år.

### Fortplantning
Nordsjöstubben blir könsmogen vid 1 års ålder. Äggen läggs under tomma snäckskal. Arten bastarderar med dystubb och sandstubb.

## Utbredning
Utbredningsområdet omfattar nordöstra Atlanten från Nordsjön och Brittiska öarna till nordvästra Spanien och Portugal.